# نادر کاره
نادر کاره (عربی: نادر كارة؛ زادهٔ ۱۹ ژانویهٔ ۱۹۸۰) بازیکن فوتبال اهل لیبی بود.